# Dragutin Vrđuka
Dragutin Vrđuka (Zagreb, 3. travnja 1895. – Zagreb, 23. siječnja 1948.), hrvatski nogometaš. Bio je i reprezentativcem Jugoslavenske nogometne reprezentacije. Po zanimanju je bio tapetar.

## Klupska nogometna karijera
Vrđuka je bio vratarom zagrebačkoga Građanskog od 1912. godine do 1925. godine. Nastupio je u prvom Prvenstvu Hrvatske i Slavonije 1912. godine. S Građanskim je osvojio naslov prvaka Jugoslavenskog nogometnog saveza 1923. godine, te naslov prvaka Zagrebačkog nogometnog podsaveza 1923. i 1923./24. Protiv Šparte 1924. godine slavio je 15 godišnjicu igranja nogometa. Za Građanski je odigrao više od 300 utakmica. Proslavio se sjajnim obranama u Pragu 1920. godine, Beču 1921. godine (Rapid - Građanski 3:2), te prilikom turneje Građanskog u Španjolskoj 1922. i 1923. godine (FC Barcelona - Građanski 0:1, AC Bilbao - Građanski 1:2)

## Reprezentativna nogometna karijera
Za Jugoslavensku nogometnu reprezentacju je od 1920. do 1924. godine odigrao 7 utakmica, a za reprezentaciju Zagrebačkog nogometnog podsaveza 15 utakmica. S Jugoslavenskom nogometnom reprezentacijom bio je sudionik Olimpijskih igara 1920. i 1924. godine.

### Članci
- Ambroš, Davor. 2022. Prvi daruvarski nogometni klubovi. Zbornik Janković. Ogranak Matice hrvatske u Daruvaru. Daruvar. 6 (7): 49–76

- Nogometni leksikon: Vrđuka, Dragutin
- Zvonimir Magdić, Legende zagrebačkog nogometa, Zagreb, 1996., ISBN 953-96851-0-9, str. 16 do str. 25
- (engleski) RSSSF: Yugoslavia National Team List of Results 1920-1929